# Дейл (Оклахома)
Дейл (англ. Dale) — переписна місцевість (CDP) в США, в окрузі Поттаватомі штату Оклахома. Населення — 175 осіб (2020).

## Географія
Дейл розташований за координатами 35°23′3″ пн. ш. 97°2′37″ зх. д. / 35.38417° пн. ш. 97.04361° зх. д. (35.384192, -97.043512).  За даними Бюро перепису населення США в 2010 році переписна місцевість мала площу 1,99 км², уся площа — суходіл.

## Демографія
Згідно з переписом 2010 року, у переписній місцевості мешкала 181 особа в 72 домогосподарствах у складі 48 родин. Густота населення становила 91 особа/км².  Було 76 помешкань (38/км²).
Расовий склад населення:
| - 85,6 % — білих - 8,8 % — корінних американців - 0,6 % — азіатів |

До двох чи більше рас належало 4,4 %. Частка іспаномовних становила 4,4 % від усіх жителів.
За віковим діапазоном населення розподілялося таким чином: 23,2 % — особи молодші 18 років, 60,2 % — особи у віці 18—64 років, 16,6 % — особи у віці 65 років та старші. Медіана віку мешканця становила 36,5 року. На 100 осіб жіночої статі у переписній місцевості припадало 84,7 чоловіків;  на 100 жінок у віці від 18 років та старших — 80,5 чоловіків також старших 18 років.
Середній дохід на одне домашнє господарство  становив 52 885 доларів США (медіана — 41 458), а середній дохід на одну сім'ю — 59 564 долари (медіана — 41 979). Медіана доходів становила 69 107 доларів для чоловіків та 41 000 доларів для жінок. За межею бідності перебувало 2,7 % осіб, у тому числі 0,0 % дітей у віці до 18 років та 0,0 % осіб у віці 65 років та старших.
Цивільне працевлаштоване населення становило 51 осіб. Основні галузі зайнятості: освіта, охорона здоров'я та соціальна допомога — 49,0 %, публічна адміністрація — 21,6 %, фінанси, страхування та нерухомість — 15,7 %, виробництво — 13,7 %.